# Andrena aliciae
Andrena aliciae là một loài Hymenoptera trong họ Andrenidae. Loài này được Robertson mô tả khoa học năm 1891.

## Hình ảnh

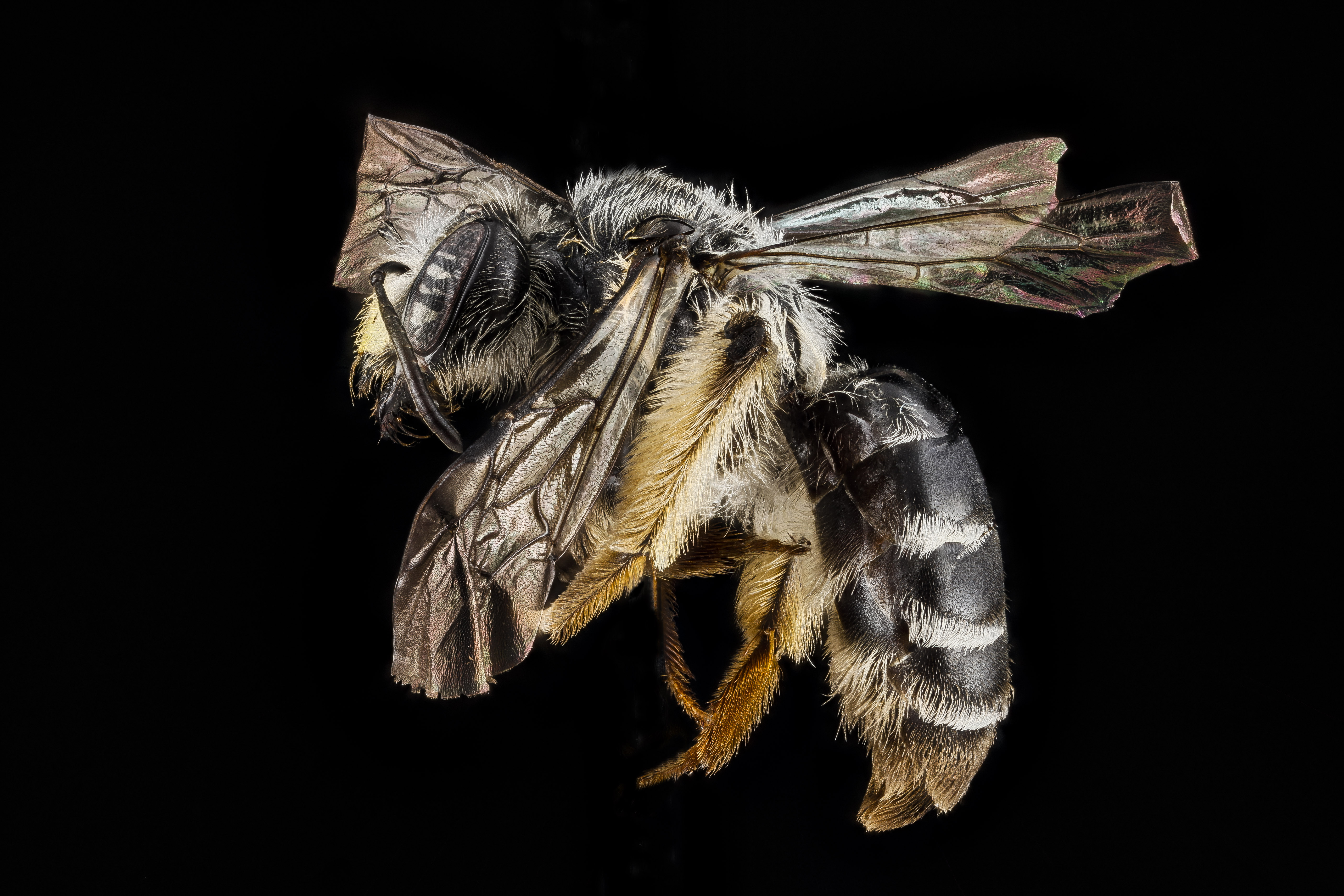
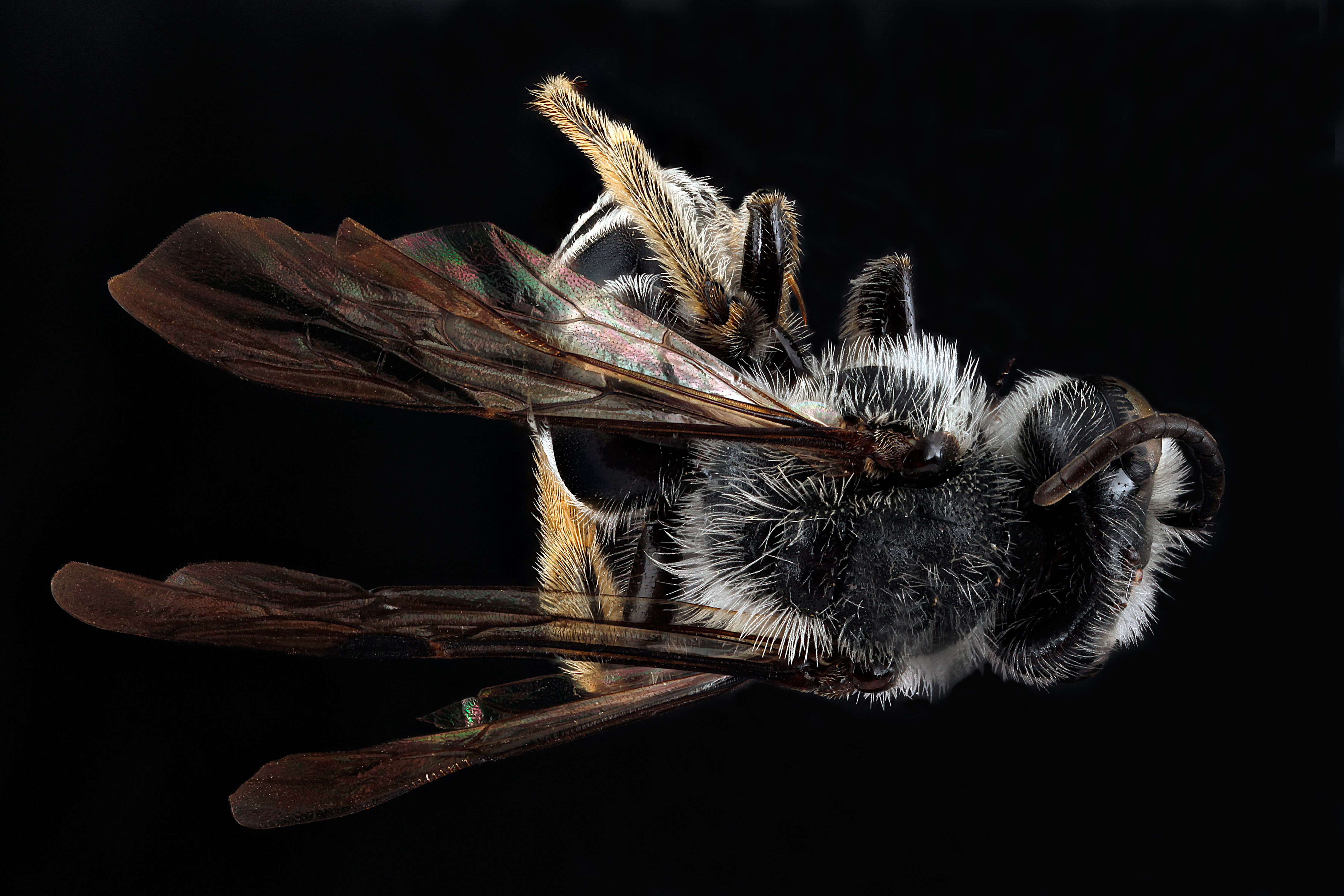
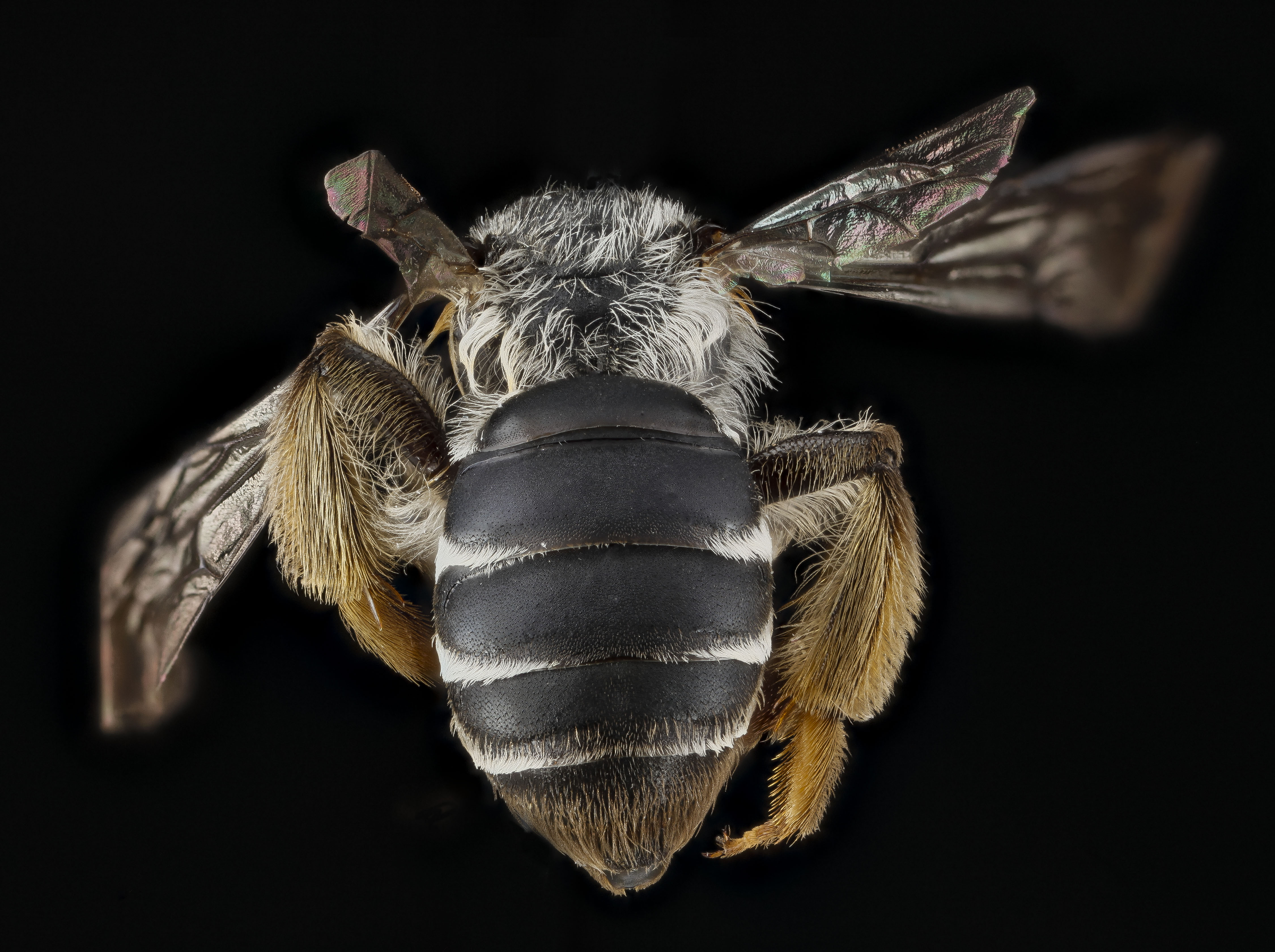
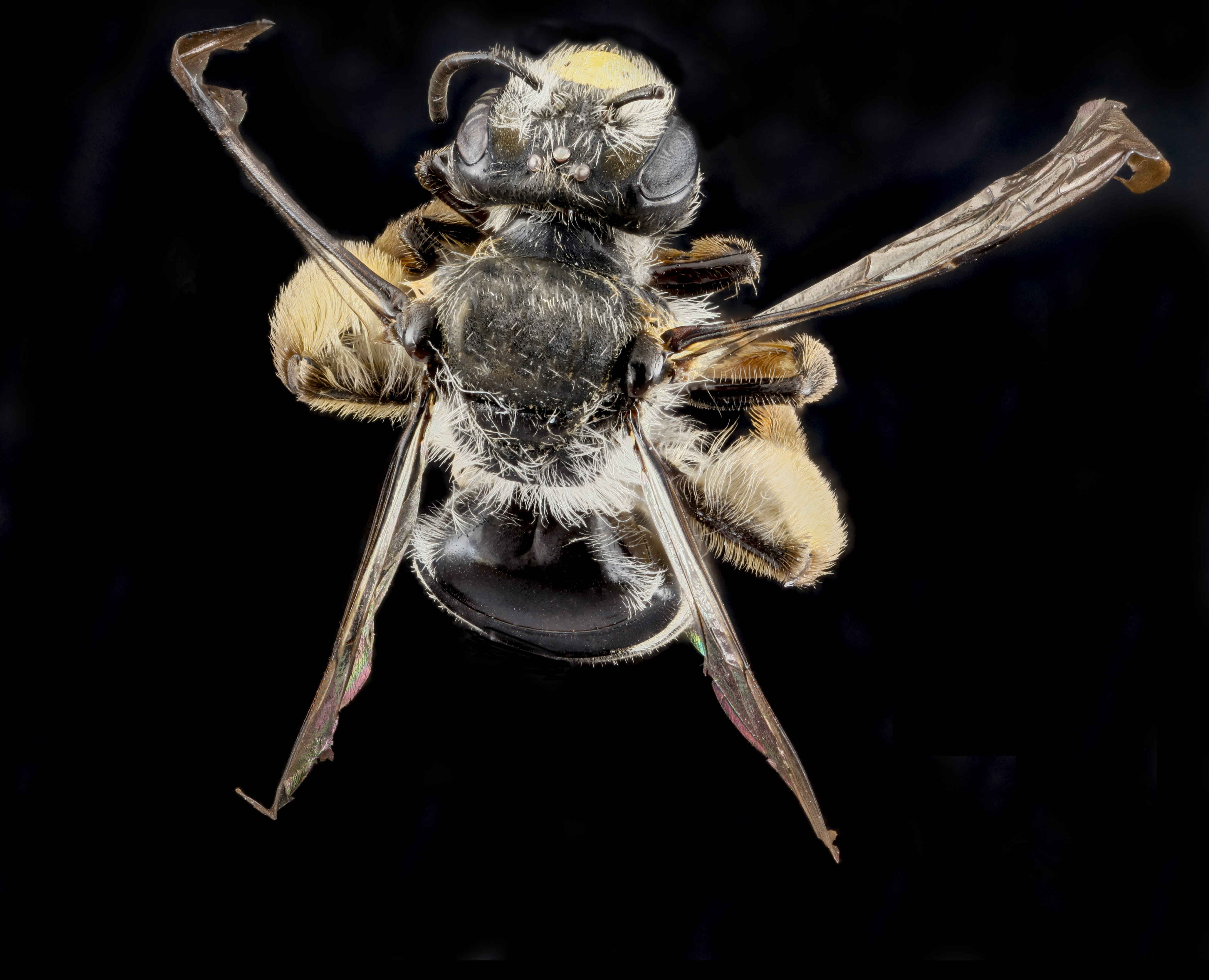